# Tomonobu Imamichi
Tomonobu Imamichi (今道 友信, Imamichi Tomonobu, 19 novembre 1922 à Tokyo – 13 octobre 2012) est un philosophe japonais, spécialiste de la philosophie chinoise et fondateur de l'éco-éthique. Un Institut de recherche ainsi qu'une revue sont depuis plusieurs années dédiés à cette thématique. Parmi les contributeurs réguliers de la revue : Robert Bernasconi, David Rasmussen, Noriko Hashimoto, Patrice Canivez, Pierre-Antoine Chardel, Jacob Dahl Rendtorff. 
Il a enseigné en Europe (Paris et Allemagne) ainsi qu'au Japon (il a aussi été professeur émérite à l'université de Palerme). À partir de 1979, il a notamment été Président du « Centre international pour l'étude comparée de philosophie et d'esthétique » et après 1997 de l'« institut international de philosophie ». En 1976, il a fondé la revue Esthétique. Il a été proche de nombreux philosophes français, européens et américains, tels que Paul Ricœur, Mikel Dufrenne, Peter Kemp, Robert Bernasconi ou David Rasmussen.
Il traduit en japonais la Poétique d'Aristote (en 1972). Imamichi est partisan de la communication entre les cultures. Il caractérise la philosophie occidentale comme une tentative d'atteindre un point de vue divin (das in-dem-Gott-sein; être dans l'Être de Dieu) et la philosophie orientale comme une tentative d'être dans le monde (das in-der-Welt-sein). Imamichi voit dans les deux positions deux humanismes incomplets et complémentaires, et observe que depuis la publication du Livre du thé, certains philosophes occidentaux ont adopté une position plus orientale tandis que d'autres philosophes orientaux ont tenté d'atteindre l'Absolu ou l'éternel.
Tomonubu Imamichi est le père du guitariste et auteur-compositeur Tomotaka Imamichi (en).

## Source de la traduction
- (en) Cet article est partiellement ou en totalité issu de l’article de Wikipédia en anglais intitulé « Tomonubu Imamichi » (voir la liste des auteurs).